# Cárdenas (municipalité)
Pour les articles homonymes, voir Cárdenas.
Cárdenas est l'une des vingt-neuf municipalités de l'État de Táchira au Venezuela. Son chef-lieu est Táriba. En 2011, la population s'élève à 122 053 habitants.

## Divisions administratives
- Amenodoro Rangel Lamús (Palo Gordo) ;
- Cárdenas (Táriba) ;
- La Florida (La Florida).